# Adolf Schrödter
Adolf Schrödter (alemany: Adolph Schroedter)  (Schwedt, 28 de juny de 1805 - Karlsruhe, 9 de desembre de 1875) va ser un pintor i artista gràfic alemany; associat a l'escola de pintura de Düsseldorf. Se'l considera un dels pioners del còmic alemany.

## Vida i obra

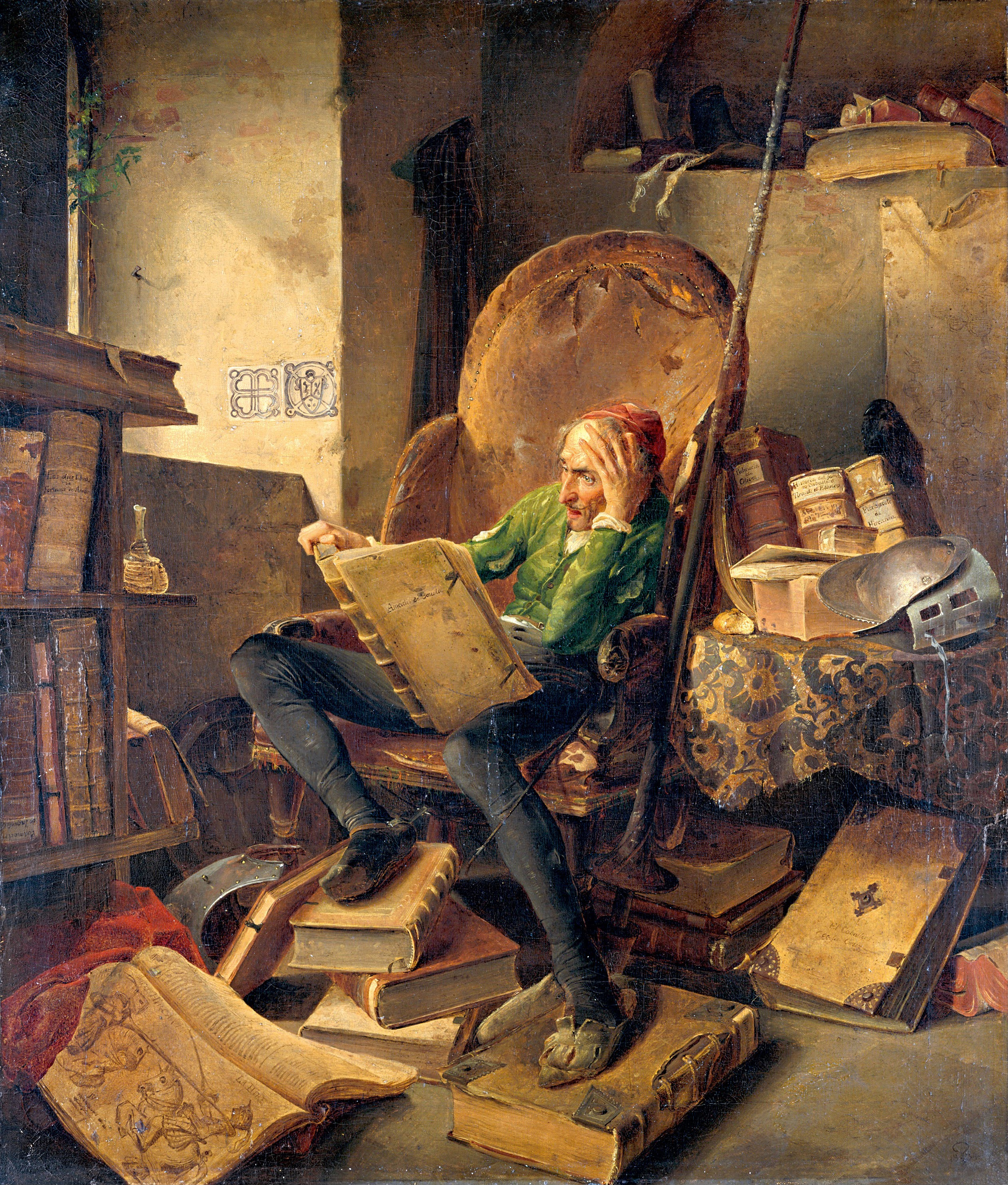
Don Quixot a la biblioteca; una de les seves obres més conegudes

El seu pare era gravador de coure. El 1820, va estudiar gravat a Berlín, amb l'artista gràfic Ludwig Buchhorn. El 1827, havia decidit dedicar-se a la pintura i va estudiar a l’Acadèmia de Berlín. El 1828 va anar a Düsseldorf per treballar amb Wilhelm von Schadow.
El 1840, es va casar amb Alwine Heuser, de Gummersbach, filla d'un ric comerciant i neboda de la pintora Henriette Jügel. Va animar els seus desitjos de seguir una carrera artística. Van tenir dos fills i dues filles. La seva filla Malwine es va casar amb el pintor Anton von Werner el 1871.
Va començar a col·laborar regularment a la nova revista satírica,  Düsseldorfer Monathefte el 1847. L'any següent, es va convertir en un dels primers membres de l'associació d'artistes progressistes Malkasten. Poc després, ell i la seva família es van traslladar a Frankfurt del Main, on va treballar en diverses paròdies amb el polític i escriptor Johann Hermann Detmold.
El 1854, ell i Alwine van tornar a Düsseldorf, per viure a l'antiga casa del seu amic, Johann Wilhelm Schirmer que s'havia traslladat a Karlsruhe. Els seus veïns hi havia una altra parella artística, Marie i Rudolf Wiegmann.
Es van traslladar de nou el 1859, a Karlsruhe, perquè pogués acceptar una posició com a professor d'ornamentació a la recentment creada Großherzoglich Badische Kunstschule Karlsruhe; on el seu amic de Düsseldorf, Schirmer, exercia com a director, i el marit de la seva cunyada Ida, Karl Friedrich Lessing, era professor. Va ocupar aquest càrrec fins al 1872.

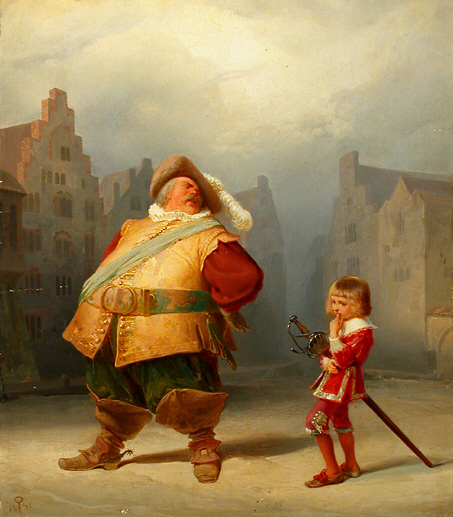
Falstaff i el seu Patge

Les seves obres abasten diversos tipus i estils: pintura, il·lustració, gravat, aiguafort, xilografia i litografia, així com la creació d'ornaments. A més de dibuixar dibuixos per a sàtires també els va escriure, i va dedicar-se a la botànica com a afició; convertir-se en florista aficionat. Entre els seus escrits tècnics destaquen Das Zeichnen als ästhetisches Bildungsmittel (El dibuix com a mitjà estètic d'educació, 1853) i Schule der Aquarellmalerei (Escola d'aquarel·la, 1871).